# Wit-Russische Sociaaldemocratische Partij (Volksassemblée)
De Wit-Russische Sociaaldemocratische Partij (Volksassemblée) (Wit-Russisch: Беларускай сацыял-дэмакратычнай партыі (Народная Грамада), Belaruskaja Sacyal-Demakratyčnaja Partyja (Narodnaja Hramada)), is een Wit-Russische sociaaldemocratische partij.

## Geschiedenis
De Wit-Russische Sociaaldemocratische Partij (Volksassemblée) (BSDP (NH)) werd in 1903 opgericht als Wit-Russische Socialistische Hramada (BSH). Na de communistische machtsovername in Wit-Rusland in 1919 werd de BSH in Sovjet-Russische deel van Wit-Rusland (Wit-Russische SSR) verboden. In het Poolse deel van Wit-Rusland bleef de partij tot aan het einde van de jaren 20 actief.
De in 1989 opgerichte BSDP (NH) wordt door haar leden gezien als de opvolger van de BSH. De partij voert oppositie tegen president Aleksandr Loekasjenko. Het lukte de partijleiding niet de partij te laten registreren op de centrale kieslijst en kon daarom niet meedoen aan de parlementsverkiezingen van 2004. De van de BSDP (NH) afgescheiden Wit-Russische Sociaaldemocratische Partij (Assemblée) was wel geregistreerd en deed mee aan de verkiezingen, maar wist geen zetel te veroveren in het Huis van Afgevaardigden.
De partijvoorzitter is Mikalaj Statkevitsj. De BSDP (NH) is waarnemend lid van de Socialistische Internationale.